# Апостольский нунций в Сан-Марино
Апостольский нунций в Светлейшей Республике Сан-Марино — дипломатический представитель Святого Престола в Сан-Марино. Данный дипломатический пост занимает церковно-дипломатический представитель Ватикана в ранге посла. Апостольский нунций в Сан-Марино был назначен на постоянной основе 7 мая 1988 года.
В настоящее время Апостольским нунцием в Сан-Марино является архиепископ Петар Ражич, назначенный Папой Франциском 11 марта 2024 года.

## История
Святой Престол и Светлейшая Республика Сан-Марино поддерживает дипломатические отношения с апреля 1926 года. Однако апостольский нунций не имеет официальной резиденции в Сан-Марино, в его столице Сан-Марино и является апостольским нунцием по совместительству, эпизодически навещая страну. С 1988 года по 1995 год функции апостольского нунция в Сан-Марино исполнял апостольский нунций на Мальте, с 1995 года — апостольский нунций в Италии. Резиденцией апостольского нунция в Сан-Марино является Рим — столица Италии. 

## Апостольские нунции в Андорре
- Пьер Луиджи Челата — (7 мая 1988 — 6 февраля 1995 — назначен апостольским нунцием в Турции);
- Франческо Коласуонно — (22 апреля 1995 — 21 февраля 1998, в отставке);
- Андреа Кордеро Ланца ди Монтедземоло — (7 марта 1998 — 17 апреля 2001, в отставке);
- Паоло Ромео — (17 апреля 2001 — 19 декабря 2006 — назначен архиепископом Палермо);
- Джузеппе Бертелло — (11 января 2007 — 1 октября 2011 — назначен председателем Папской Комиссии по делам государства-града Ватикан и губернатором государства-града Ватикан);
- Адриано Бернардини — (15 ноября 2011 — 13 сентября 2017, в отставке);
- Эмиль-Поль Шерриг — (13 сентября 2017 — 11 марта 2024, в отставке);
- Петар Ражич — (11 марта 2024 — по настоящее время).